# Beiseker
Beiseker è un villaggio del Canada, situato nella provincia dell'Alberta, nella divisione No. 6.